# Großsteingräber bei Freschluneberg
Die Großsteingräber bei Freschluneberg waren drei megalithische Grabanlagen der jungsteinzeitlichen Trichterbecherkultur bei Freschluneberg, einem Ortsteil der Ortschaft Lunestedt, die zur Einheitsgemeinde Beverstedt im niedersächsischen Landkreis Cuxhaven gehört. Sie wurden in den 1840er Jahren zerstört. Sie befanden sich südlich des Ortes am Rand der Heide vor einer Wiese und standen nahe beieinander. Über Maße, Ausrichtung und Grabtyp liegen keine Informationen vor.